# کینگا تسیگانی
کینگا تسیگانی (مجاری: Czigány Kinga؛ زادهٔ ۱۷ فوریهٔ ۱۹۷۲) قایقران کانو اهل مجارستان است.